# Instrumento musical
Alguns instrumentos musicais.
Um instrumento musical é um objeto construído com o propósito de produzir música. Os vários tipos de instrumentos podem ser classificados de diversas formas, sendo uma das mais comuns, a divisão de acordo com a forma pela qual o som é produzido. O estudo dos instrumentos musicais designa-se por organologia.
A data e a origem do primeiro aparelho considerado como instrumento musical é objecto de debates. Arqueólogos tendem a debater o assunto referindo a validade de várias evidências como artefacto e trabalhos culturais. Os primeiros instrumentos musicais possivelmente sequer foram desenvolvidos com objetivos puramente musicais, mas sim para permitir que caçadores imitassem a voz de animais diversos de modo a atrair potenciais presas.
Instrumentista é aquele músico que toca um instrumento. Já Multi-instrumentista é aquele músico que toca mais de um instrumento musical. 
Entretanto, nem todo músico é um instrumentista (também chamado de concertista, na música erudita). Alguns músicos seguem uma carreira sem tocar instrumento algum, como a de: Bibliotecário; Terapia Musical; Engenheiro de Som; Produtor Musical; Historiador; Educação Musical; Direito Musical; Jornalismo em Música; Empresário Musical; Disc ou Video Jockey; Diretor de Programação; Designer de Software ou Hardware de Música; Musicologia; Musicografia; até mesmo o Compositor pode saber tudo sobre os instrumentos, mas não tocar nada; Estes não são intérpretes, mas os maiores estudiosos acadêmicos do campo de Música, noutras especializações.

## Tessitura e registro

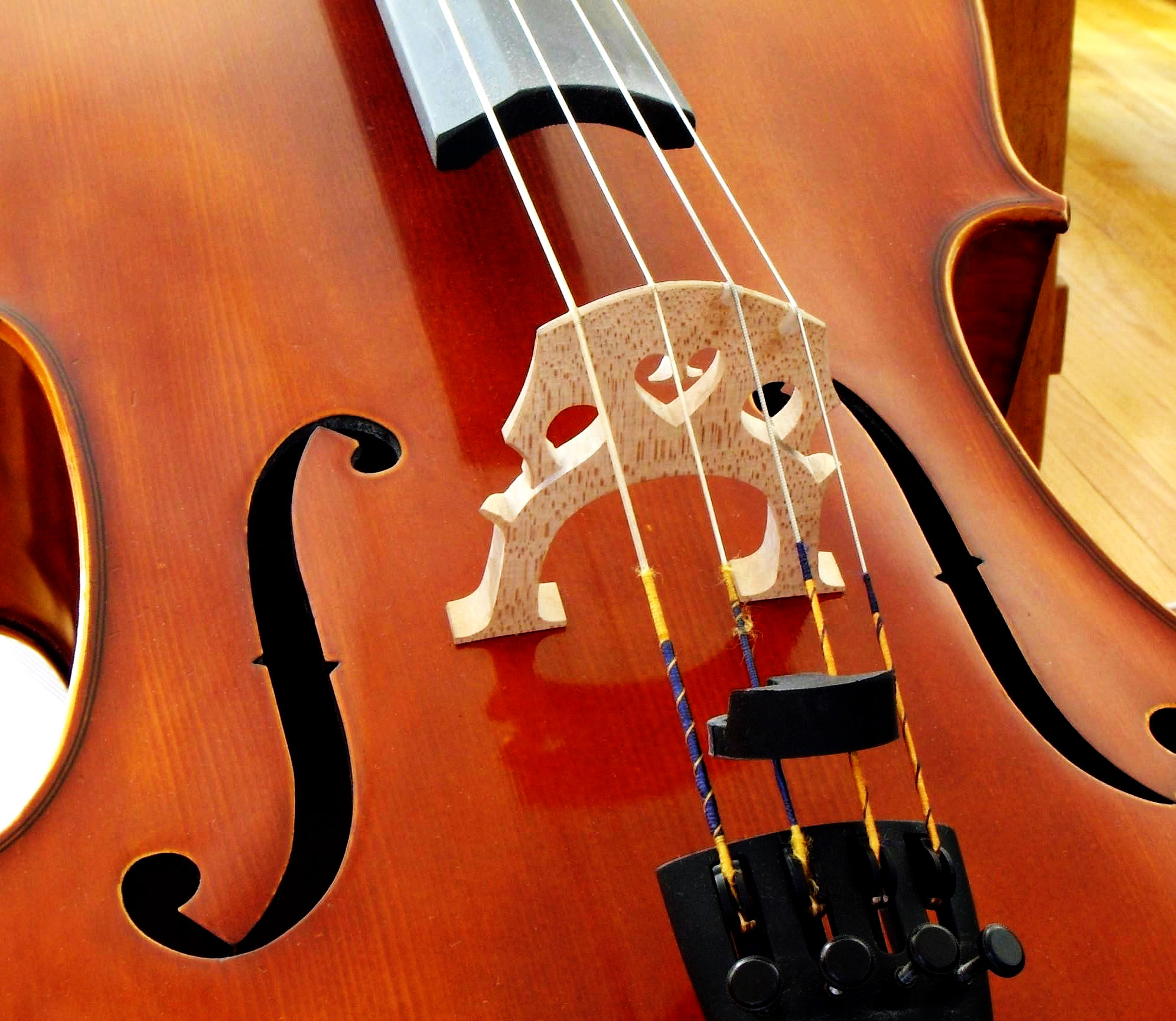
Pormenor da ponte de um violoncelo.

A tessitura de uma voz ou instrumento musical é a extensão de notas em que um instrumento pode tocar. Por padronização identifica-se a tessitura através do nome e da oitava da nota mais grave e da mais aguda que um instrumento pode executar. Por exemplo, a extensão útil de um saxofone alto vai de Reb2 (Ré bemol da segunda oitava) até La4 (Lá da quarta oitava). A tessitura do piano vai do La0 até o Do8.
Chamam-se registros as três regiões em que a tessitura de um instrumento ou voz pode ser dividida. Divide-se em registro grave, médio e agudo. Cada registro tem características próprias. Em alguns casos o timbre é muito diferente de região para região. Em alguns instrumentos nem é possível executar todas as notas de uma escala em determinadas regiões. Além disso, certos efeitos sonoros que alguns instrumentos permitem só podem ser executados em um dos registros instrumentais.
O conhecimento da tessitura e do registro instrumental são fundamentais para a perfeita execução do instrumento e para a composição musical. De outra forma, um compositor poderia escrever uma melodia para um determinado instrumento com notas que ele não fosse capaz de executar.
O conceito de tessitura só faz sentido para instrumentos que permitem variação de altura, mas o registro pode indicar a região de alturas predominante mesmo em instrumentos de altura indefinida.